# Mozarabe (langue)
Pour les articles homonymes, voir mozarabe.

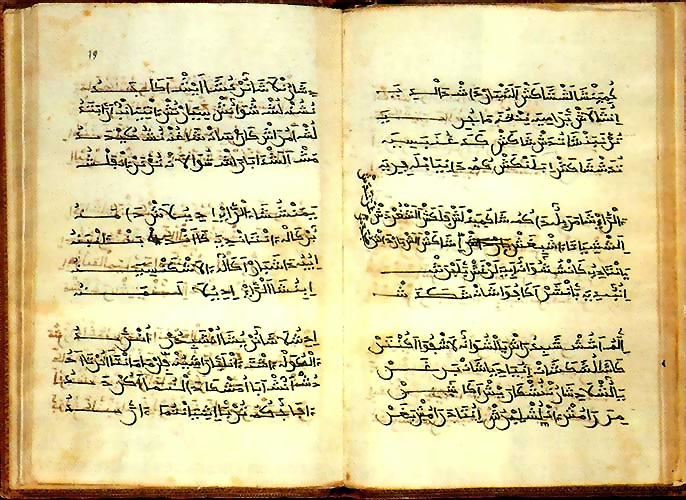
Manuscrit du poème de Yuçuf, exemple de texte aljamiado.

On nomme mozarabe (en espagnol mozárabe ou romance andalusí) l'ensemble des dialectes romans parlés dans les royaumes musulmans d'Al-Andalus, entre les VIIIe et XIIIe siècles.

## Présentation
Le mozarabe fut une langue d'usage familier de premier plan, utilisée tant par les Mozarabes, ou chrétiens arabisés jusqu'au Xe siècle, moment où s'intensifie le processus d'acculturation et de substitution linguistique au profit de l'arabe. La majorité de la population musulmane du pays parlait quant à elle un dialecte de l'arabe, l'arabo-andalou.
Il existe un courant de l'historiographie espagnole, qualifié de « continuiste », qui adjuge un rôle important aux Mozarabes dans le maintien d'une tradition culturelle chrétienne hispanique et, sur le plan linguistique, romane, dans la péninsule Ibérique durant toute l'occupation musulmane. On estime aujourd'hui néanmoins qu'aux débuts du XIIIe siècle l'arabe était déjà devenue la langue courante de la quasi-totalité de la population d'Al-Andalus, indépendamment du critère religieux, et que le mozarabe, à la suite de l'expulsion des Chrétiens prononcée en 1126, était alors éteint ou en voie d'extinction,. Au Pays valencien, il ne reste aucune trace du mozarabe — descendant très arabisé du roman local primitif — au moment de la conquête chrétienne au XIIIe siècle.
On attribue au mozarabe, à des degrés variables et parfois de façon discutée, une influence sur diverses évolutions consécutives des parlers prédominants dans les royaumes chrétiens à la suite de Reconquista léonais, castillan, navarro-aragonais, galaïco-portugais, et catalan. Il aurait ainsi joué un rôle important dans la différenciation entre le portugais et le galicien, ou encore bien entre l'andalou et le murcien par rapport au castillan standard.
L'essentiel des traces écrites connues du mozarabe sont en aljamiado, c'est-à-dire transcrites en graphie arabe. Ceci complique le travail de restitution de la langue, le système vocalique mozarabe ayant cinq voyelles et l'arabe n'en ayant que trois.

## Divers
- Code de langue IETF : mxi